# أوزان جوبان أوغلي
أوزان جوبان أوغلي (بالتركية: Ozan Çobanoğlu)‏؛ (6 فبراير 1980 -)، هو ممثل تركي،

## عنه
ولد في مدينة قارص يوم 6 فبراير عام 1980، وهو ابن الفنان الكوميدي مراد جوبان أوغلي. تخرج من معهد جامعة حجة تبه أنقرة الحكومي في عام 2004 من قسم المسرح، وبدأ العمل في مسرح الدولة في أنقرة وإزمير اعتبارًا من عام 2005 ليصبح من الموظفين الدائمين بالمسرح.

## روابط خارجية
- أوزان جوبان أوغلي على موقع IMDb (الإنجليزية)
- أوزان جوبان أوغلي على موقع قاعدة بيانات الفيلم (الإنجليزية)